# Jalapa (Tabasco)
Jalapa – miasto w meksykańskim w stanie Tabasco, siedziba władz gminy Jalapa. Miasto położone jest w odległości około 100 km na południe od wybrzeża Zatoki Meksykańskiej oraz około 30 km na południowy wschód od stolicy stanu Villahermosa. W 2005 roku ludność miasta liczyła 4650 mieszkańców, podczas gdy cała gmina Jalapa 36 391.